# Уэйкфилд, Герберт Расселл
Ге́рберт Ра́сселл Уэ́йкфилд (англ. Herbert Russell Wakefield, 9 мая 1888, Кент — 8 февраля 1964) — английский писатель, известный своими историями о привидениях.

## Биография
Уэйкфилд третий из четырех детей священника Генри Расселла Уэйкфилда, который впоследствии станет епископом Бирмингемским в 1911 году. Родился в графстве Кент, получил образование в Marlborough College. Перед поступлением в Оксфорд сдал на «удовлетворительно» историю. Отличился как первоклассный игрок в крикет,хоккей, футбол, гольф. С последним видом спорта он не расстается и в дальнейшем, он придает особенную жизненность сюжету «Семнадцатой лунки в Данкастере» (англ. "The Seventeenth Hole at Duncaster"), где события развиваются в интерьере гольф-клуба. С 1912 по 1914 занимал должность секретаря при виконте Нортклиффе. Во время первой мировой войны служил в Королевских шотландских стрелках во Франции и на Балканах. Получил звание капитана. Уэйкфилд неоднократно призывал британское правительство использовать китайских рабочих для помощи при военных действиях.
После войны Уэйкфилд продолжил службу секретаря на этот раз при отце, сопровождая епископа в длительной миссии по Америке. Там он встретил и взял в супруги Барбару Стэндиш Уолдо, чьи родители слыли богачами. Пара поселилась в Лондоне, где Уэйкфилд нашел работу главного редактора в издательстве Philip Allan (в то время выпускавшего одну за другой антологии «Creeps Library», где Уэйкфилд был частым гостем), а его жена работала медсестрой. Их брак продлился до 1936 года.
Опыт издателя подсказал Уйэкфилду сюжеты для нескольких страшных историй в том числе для «И он будет петь» (англ. And He Shall Sing...). Дебютный сборник «Они возвращаются вечером» (англ. They Return at Evening) был благосклонно воспринят читательской аудиторией, особенно в США.
Во время Второй мировой войны Уэйкфилд служил в гражданской обороне. В ходе воздушного налета был разрушен дом писателя, и остаток жизни ему пришлось провести в съёмных квартирах. В 1946 Уэйкфилд вновь женился. Популярность его как писателя шла на убыль, несмотря на две книги, напечатанные Arkham House в США, читатели на родине теряли к нему интерес.
Последним прибежищем Уэйкфилда-писателя стали дешевые журнальчики наподобие Weird Tales. Перед тем как умереть от рака в августе 1964 года, Уэйкфилд превратился в озлобленного пренебрежением современников отшельника. Незадолго до своей смерти его жена призналась Августу Дерлету что муж уничтожил рукописи, корреспонденцию и все фотографии, на которых был изображен. Британская пресса отреагировала на смерть Уэйкфилда молчанием.

## Творчество
За тридцать шесть лет своей писательской карьеры Уэйкфилд написал более семидесяти пяти рассказов о привидениях. Они выходили в сборниках: «Они возвращаются вечером» (англ. They Return at Evening) (1928), «Борода старика: Пятнадцать волнующих историй» (англ. Old Man's Beard: Fifteen Disturbing Tales) (1929), «Вообразите себе человека в коробке» (англ. Imagine a Man in a Box) (1931), «Рассказы о привидениях» Ghost Stories (1932), «Среди призраков» (англ. A Ghostly Company) (1935), «Часы бьют полночь» (англ.  The Clock Strikes Twelve: Tales of the Supernatural) (1940), и «Скитальцы из Ада» (англ. Strayers from Sheol) (1961). В 1946, издательство Августа Дерлета Arkham House выпустило для книжного рынка США расширенную версию (англ. The Clock Strikes Twelve) они же напечатали (англ. Strayers from Sheol)(1961).
Самый известный (и по мнению многих, наиболее удачный) рассказ Уэйкфилда — «Красная вилла» (англ. "The Red Lodge"), его писательский дебют. Рассказ написан под впечатлением от пребывания в терзаемом духами доме времён королевы Анны, неподалеку от Richmond Bridge. Когда писатель посетил его в 1917 году, то испытал «потерю жизненных сил и психическое недомогание» («devitalisation and psychic malaise») а затем, увидел размытый контур лица в окне хотя внутри никого не было. Также часто включаются в различные антологии «Семнадцатая лунка в Данкастере» (англ. "The Seventeenth Hole at Duncaster"), «Жмурки» (англ. "Blind Man's Buff"), «Оглянись!» (англ.  "‘Look Up There!’") и «Он приходит, и проходит мимо» (англ. "‘He Cometh and He Passeth By!’"), имеющий много общего с классическим рассказом Монтегю Джеймса «Заклятие рунами» (англ. "Casting the Runes"), по-видимому, вдохновленный личностью Алистера Кроули.
Хотя в позднем своем творчестве Уэйкфилд иногда потакал сильно упростившемуся вкусу своих читателей, он оставался в прекрасной писательской форме, именно в последние годы им написаны такие вещи, как «Во Тьме Внешней» (англ. “Into Outer Darkness”), «Аллея» (англ. “The Alley”) и еще одна очень часто антологизируемая история (англ. “Lucky's Grove”). Несмотря на это «Часы бьют полночь»(1940) стали последней его книгой опубликованной в Англии. В вышедших в Америке «Скитальцах из Ада» (англ. Strayers from Sheol) (1961) содержатся такие шедевры автора как «Разрыв в Пространстве и Времени» (англ. “A Kink in Space-Time”), в котором герой сталкивается лицом к лицу с собственным призраком и «Ущелье чурил» (англ. “The Gorge of the Churels”), где призраки умерших при родах индийских женщин ищут душу живого ребенка, который дал бы им утешение.
Интересы Уэйкфилда, простирались также на криминальную психологию и криминологию. В этой сфере он отметился двумя работами «Дело зеленого велосипеда» (англ. The Green Bicycle Case) (1930) и «Ландрю: Синяя Борода по-французски» (англ. Landru: The French Bluebeard) (1936).
Уэйкфилд автор трех детективных романов: «Слушаем свидетеля» (англ. Hearken to the Evidence) (1933) имевшего успех и ставшего еще одной «Рекоммендуемой Книгой Месяца», «Круг подозреваемых» (англ. Belt of Suspicion) (1936) и Хозяйка смерти" (англ. Hostess of Death) (1938).
Август Дерлет назвал Уэйкфилда «последним видным автором „историй с привидениями“, в традиции, которая берет своё начало от Шеридана Ле Фаню и достигает своей вершины в Монтегю Джеймсе». С. Т. Джоши придерживается иного мнения, называя Уэйкфилда «посредственным» автором.

## Экранизации
В 1968 году телеканал Би-би-си экранизировал рассказ Уэйкфилда «Триумф смерти» (англ. "The Triumph of Death") с Клэр Блум в главной роли.